# Stadion na Bělé
Stadion na Bělé je fotbalový stadion, který se nachází ve slezském městě Jablunkov v okrese Frýdek-Místek. Své domácí zápasy zde hraje fotbalový klub 1. FK Spartak Jablunkov. Maximální kapacita stadionu činí 300 sedicích diváků. Součástí stadionu je také 5 šaten pro hráče, jedna šatna pro rozhodčí, kanceláře, toalety, sprchy a další. Stadion je bez umělého osvětlení. Pojmenován je po ulici Bělá, na které se nachází.
Stadion na Bělé je domovským hřištěm fotbalistů klubu 1. FK Spartak Jablunkov, který hraje I. A. třídu, tedy šestou nejvyšší soutěž.